# WWE One Night Stand

Logo de ECW One Night Stand.

WWE One Night Stand était un pay per view de la Extreme Championship Wrestling puis de la World Wrestling Entertainment. Il a remplacé WWE Bad Blood. Dès 2009, One Night Stand change de nom pour WWE Extreme Rules.

## Historique deOne Night Stand
|  | Pay-per-view exclusif à la ECW |

| Événement                  | Date                        | Ville                       | Lieu                                 | Main Event |
| -------------------------- | --------------------------- | --------------------------- | ------------------------------------ | --- |
| ECW One Night Stand (2005) | 12 juin 2005                | New York (État de New York) | Hammerstein Ballroom                 | The Dudley Boyz (Buh Buh Ray et D-Von) contre Tommy Dreamer et The Sandman.                                                       |
| ECW One Night Stand (2006) | New York (État de New York) | Hammerstein Ballroom        | 11 juin 2006                         | John Cena (c) contre Rob Van Dam dans un Extreme Rules match pour le championnat de la WWE.                                       |
| One Night Stand (2007)     | 3 juin 2007                 | Jacksonville (Floride)      | Jacksonville Veterans Memorial Arena | John Cena (c) contre The Great Khali dans un Falls Count Anywhere match pour le championnat de la WWE.                            |
| One Night Stand (2008)     | 1er juin 2008               | San Diego (Californie)      | San Diego Sports Arena               | The Undertaker (c) contre Edge dans un Tables, Ladders & Chairs match Retirement match pour le championnat du monde poids lourds. |